# Edward A. Calahan
Edward Augustin Calahan (1838-1912) est un inventeur américain, crédité de l'invention d'une bande de papier reliée au télégraphe, première forme de téléscripteur appelée Ticker.

## Biographie
Calahan est né à Boston. Il quitte l'école à l'âge de 11 ans, pour poursuivre son intérêt à faire partie d'une entreprise moderne.
Calahan arrive à New York en 1861 et réside dans Brooklyn. Il rejoint en tant que chef-télégraphiste, la Western Union Telegraph Company au bureau de New York à Manhattan. Tout en travaillant pour la Western Union, il y rencontre un groupe de garçons qui l'inspirent pour améliorer la communication des cotations à la Bourse. Ces jeunes hommes, appelés "coureurs" ont pour mission de surveiller le tableau de bord de la Bourse, et de signaler à leurs bureaux de change respectifs, les changements dans les cours des valeurs échangées. Calahan se rend compte que les cotations peuvent être envoyées directement par télégraphe à chaque courtier ou à chaque bureau, beaucoup plus rapidement et efficacement, en créant un flux permanent d'informations.
Fort de cette idée, il invente en 1863 le télégraphe dit Calahan Stock Ticker, ainsi que la bande de papier qui équipe son télescripteur en 1867, pour la Gold and Stock Telegraph Company à New York. Il reçoit pour cette invention un brevet américain, le 31 mars 1868,.
En collaboration avec George B. Field, il invente aussi le système télégraphique pneumatique, le premier système de télécommunications qui a permis la communication d'une station centrale à de multiples points décentralisés dans un district. Le système est mis en œuvre à la Western Union Telegraph Company. Ils obtiennent le brevet U.S Patent 112 779, le 21 mars 1871  .

## Postérité
Il a été intronisé à la National Inventors Hall of Fame en 2006 pour l'invention du Stock Ticker.